# 우동기
우동기(禹東琪, 1952년 5월 17일 ~ )은 대한민국의 대학교수, 정치인이다. 제11·12대 대구광역시교육감이다.

## 생애
1952년 5월 17일 경상북도 의성에서 태어났다.
1972년 2월 대구고등학교를 졸업하였고, 같은 해 영남대학교 행정학과에 입학하여 1979년 졸업하였다.
1979년부터 국토연구개발연구원에 근무하여 “국토 균형발전을 위한 수도권 기능 재배치”와 “수도권 정비계획법 초안 마련”에 참여하였고, 1990년까지 재직하였다.
1990년부터 영남대학교 행정학과 교수로 재직하였고, 1993년부터 1995년까지 서울시정개발연구원에 동시 근무하였다.
1999년부터 2000년까지는 대통령직속 지방이양추진실무위원회 위원으로, 2005년부터 2008년까지는 중앙인사위원회 인사정책자문위원으로 활동했다.
2005년 제12대 영남대학교 총장으로 근무를 시작해 2009년까지 재직하였다.
2010년부터 2018년까지 제8~9대 대구광역시 교육감, 2021년부터 대구가톨릭대학교 총장으로 재직했다.
2023년 8월 31일 대통령 윤석열에 의하여 2022년 9월 1일부터 2024년 7월 14일까지 임기인 대통령 직속 국가균형발전위원회 위원장으로 위촉되었다.
2023년 7월 7일 대통령 윤석열에 의하여 지방시대위원회 위원장으로 위촉되었다. 지방시대위원회는 2023년 7월 10일 출범하였으며, 같은 일부터 국가균형발전위원회는 폐지되었다.

## 학력
- 1972년 대구고등학교 졸업
- 1979년 영남대학교 행정학 학사
- 1983년 아시아공과대학 과학 석사
- 1990년 쓰쿠바 대학 대학원 사회공학과 박사
- 2012년 대구가톨릭대학교 대학원 신학 석사

## 경력
- 1979년 2월 ~ 1990년 2월: 국토개발연구원 책임연구원
- 1985년 10월 ~ 1989년 10월: 일본 건설성 건축연구소, 객원연구원
- 1990년 3월 ~ 2005년 2월: 영남대학교 정치행정대학 행정학과 교수
- 경주세계문화엑스포 조직위원회 집행위원
- 1993년 3월 ~ 1995년 2월: 서울시정개발연구원 도시경영연구부장 및 사회개발연구부장
- 1995년 3월 ~ 2000년 12월: 한국협상학회 편집위원회 위원장
- 1999년 10월 ~ 2000년 12월: 대통령직속 지방이양추진실무위원회, 위원
- 2000년 3월 ~ 2000년 12월: 영남대학교 발전협력처, 처장
- 2003년 2월 ~ 2004년 2월: 한국지방자치학회 이사
- 2004년 2월 ~ 2005년 2월: 한국지방자치학회 부회장
- 2005년 3월 ~ 2009년 1월: 제 12대 영남대학교 총장
- 2010년 7월 ~ 2018년 6월: 제 8, 9대 대구광역시교육청 교육감
- 2019년 3월 ~ 2022년 2월: 제 12, 13대 사단법인 2·28민주운동기념사업회 회장
- 2019년 6월 ~ : 대구메트로환경 자문위원
- 2020년 6월 ~ 2022년 5월: 국가보훈위원회 위원
- 2021년 1월 ~ : 경북테크노파크 이사
- 2021년 1월 ~ 2022년 9월: 제27대 대구가톨릭대학교 총장
- 2021년 2월 ~ : 케이정책플랫폼 이사
- 2021년 4월 ~ : 경북하이브리드부품연구원 이사
- 2022년 3월 ~ 2022년 5월: 제20대 대통령직인수위원회 대통령취임준비위원회 부위원장
- 2022년 9월 ~ 2023년 7월: 국가균형발전위원회 위원장
- 2023년 7월 ~ 2025년 4월: 지방시대위원회 위원장
- 2025년 5월 ~ 2025년 6월: 제21대 대통령 선거 국민의힘 김문수 대통령 후보 직속 5개위원회 지방살리기특별위원장

## 논란

### 영남대 재임시절 논란
2010년 7월 18일 국민일보는 우동기가 자신의 같은 논문을 서로 다른 학술지에 게재하고 이를 모두 1999년 정교수 승진심사에 제출하는 방법으로 실적을 부풀리고, 1993년 부교수 승진 심사 때 실적으로 인정받은 논문을 정교수 승진 때 다시 제출하기도 했다고 보도했다. 본인은 이에 대해 "대학의 행정적 실수"라고 해명했다.
2010년 5월 25일 대구교육감선거에 나선 후보 8명이 24일 우동기 후보가 영남대 총장시절 대학 공금을 유용했다며 검찰에 고발했다. 이에 대해 우 후보는 "판공비 집행은 학교법인의 승인을 받아 편성된 예산범위 내에서 학교가 정한 원칙과 절차에 따라 단 한푼의 잘못도 없이 정상 지출했다"고 해명했다.
2013년 7월 7일 교육부는 지난 5일 교비회계에서 교직원들의 사학연금 등을 대납한 전국 대학 44곳을 발표한 가운데 대구경북지역은 영남대와 계명대 등 6개 대학이 포함됐다고 발표했다.
2013년 9월 28일 사학연금논란을 빚은 영남대 교직원들이 10년 간 장학금을 조성, 학생들에게 돌려주기로 결정했다. 영남대는 28일 이런 내용의 장학금 조성 계획을 교육부에 제출했다고 밝혔다.

### 교육감 선거 중 논란
2010년 4월 9일 대구선관위는 대구교육감선거 예비후보인 우동기 씨에 대해 경고 조치했다. 우 씨는 지난달 23일 대구교육감선거 출마선언을 하면서 대구교육을 걱정하는 각계원로 33인이 "자신을 지지한다"는 내용의 추천사를 언론 등에 공개한 혐의를 받고 있다. 선관위는 "지지 선언이 추천인사들의 자발적인 행동이 아니라 우 씨측의 주도로 이뤄지는 등 선거법을 위반했다"고 밝혔다.
2010년 5월 18일 대구선관위는 예비후보 신분으로 유권자들에게 인사말을 한 우동기 후보에 대해 17일 경고조치를 했다.

### 교육감 재임 중 논란
2012년 5월 2일 YTN과의 인터뷰에서 학생들의 자살은 전직 대통령의 영향이라고 발언하였다. 또한 "자살방지대책은 요인들이 워낙 복합적이라 학교에서 할 수 있는 일들이 굉장히 제한적"이라고도 밝혔다. 이에 전교조 대구지부에서는 "이 문제에 대해 전혀 공감하지 않고 해결하려는 의지가 전혀 없다는 뜻"이라며 비판했다.
2013년 11월 6일 대구시선거관리위원회는 6일 우동기 대구시교육감의 발간사와 사진이 실려있는 ‘자녀교육 가이드북’을 홍보물로 판단하고 "우 교육감이 공직선거법(86조 5항)을 위반했다"고 밝혔다.
2014년 5월 27일 대구교육청 공무원들이 선거에 참여한 혐의로 검찰에 고발되었다.

## 역대 선거 결과
|  | 31.34% |

|  | 58.47% |